# Grzegorz Barasiński
Grzegorz Barasiński (ur. 1987 we Wrocławiu) – polski kaligraf i nauczyciel, założyciel i prezes Polskiego Towarzystwa Kaligraficznego, z wykształcenia religioznawca, z zawodu skryba-iluminator, absolwent Uniwersytetu Jagiellońskiego.

## Życiorys

### Wykształcenie
Absolwent I LO w Oleśnicy i Uniwersytetu Jagiellońskiego (kierunek religioznawstwo), dwukrotny stypendysta Prezesa Rady Ministrów, finalista Ogólnopolskiej XV Olimpiady Teologii Katolickiej. Od 2016 roku doktorant na wydziale Artes Liberales Uniwersytetu Warszawskiego.
Posługuje się językami: w stopniu zaawansowanym angielskim i niemieckim, komunikatywnie francuskim, łaciną, zna podstawy greki, włoskiego i hebrajskiego.

### Praca zawodowa
Barasiński tworzy prace zarówno alfabetem łacińskim, jak również hebrajskim czy cyrylicą. W sposób szczególny zajmuje się religijnym i mistycznym wymiarem pięknego pisania ksiąg świętych. Jest popularyzatorem kursywy angielskiej, wydał podręcznik do nauki stylu copperplate, realizujący autorski pomysł nauczania.
Barasiński pracuje również nad systemem wdrażania pisma wykorzystywanego i nauczanego w pierwszych klasach szkół podstawowych, współpracując przy tym z wieloma szkołami podstawowymi. Dziedziny zgłębiane przez kaligrafa to również: paleografia, historia sztuki, pergaminnictwo, iluminatorstwo, historia pisma. Barasiński wymyślił i zorganizował wiele wydarzeń promujących kaligrafię, jak m.in.: „List do Świętego Mikołaja”, nagrodzony statuetką Słoneczniki 2012 za najlepszą rozwijającą językowo inicjatywę dla dzieci i „Z Kells do Krakowa”, które otrzymało I miejsce w konkursie „Historyczne wędrówki z biblioteką 2013”, zorganizowanym przez Stowarzyszenie Bibliotekarzy Polskich. Akcje organizowane przez Barasińskiego zyskały przychylność i patronaż: biskupów Stanisława Dziwisza, Grzegorza Rysia, i Tadeusza Pieronka, wsparcie Miasta Krakowa i Biblioteki Jagiellońskiej.
Pomysłodawca i organizator Letniej Szkoły Kaligrafii i Iluminacji w Wigrach, podczas której dla laureata I miejsca konkursu nagrodą było Pióro Prezydenta RP, założyciel Krakowskiej Szkoły Kaligrafii, Iluminatorstwa i Dziedzin Pokrewnych.
Prowadził zajęcia z kaligrafii i historii pisma m.in. dla Krajowego Funduszu na Rzecz Dzieci, Uniwersytetu Trzeciego Wieku Fundacji dla UJ, Wojewódzkiego Konkursu Kaligraficznego w Rajbrocie, Ogólnopolskiego Dnia Pisania Piórem (promocja marki Parker), Stowarzyszenia Piórem Feniksa, Muzeum Archeologicznego w Głogowie, Akademii Dzieci przy UJ, koła naukowego religioznawców i judaistów przy UJ, Chrześcijańskiego Stowarzyszenia Twórców Sztuki Sakralnej „Ecclesia”, Drogi Ikony w Warszawie, Fundacji Wspierania Idei Marii Montessori „Ziarnko Maku”, Fundacji STERNIK, Towarzystwem Społecznej Szkoły Podstawowej w Krakowie, Bratniej Pomocy Akademickiej im. św. Jana z Kęt, PUP Malbork (wspomaganie realizacji projektu „Tragamin Średniowieczny Zaścianek – szkolenia umożliwiające stworzenie wsi tematycznej w Gminie Malbork”; współpracuje z Kursem Biblijnym Katolickiego Uniwersytetu Lubelskiego, gdzie prowadzi warsztaty i wygłasza wykłady – w roku akademickim 2011/2012 Kaligrafia w religii, mistyka kaligrafii, w roku 2012/2013 Pismo hebrajskie; prowadzi warsztaty dla Wydziału Form Przemysłowych krakowskiej Akademii Sztuk Pięknych (od 2014 roku); współpracuje z agencjami reklamowymi, wieloma bibliotekami w całej Polsce (m.in. Wojewódzka Biblioteka Publiczna w Krakowie), Czechowice-Dziedzice, Żory, Oleśnica), szkołami (m.in. Kraków, Bytom, Poznań, Warszawa, Łódź) oraz osobami prywatnymi.

### Życie prywatne
Mąż Anny, ojciec dwóch córek Anastazji i Michaliny oraz syna Maksymiliana.

## Dzieła
Do prac Grzegorza Barasińskiego należą: rekonstrukcja zniszczonego aktu fundacyjnego Uniwersytetu Krakowskiego; modlitwa za przyczyną bł. Salomei, znajdująca się w krakowskiej bazylice oo. franciszkanów; rekonstrukcja średniowiecznego dokumentu z kancelarii Ludwika II z XV wieku; kaligrafowany makijaż Tomasza Sapryka do spektaklu Teatru Syrena „Plotka”.

### Wybrane publikacje
- Copperplate. Kaligrafia od podstaw, Kaligraf, Kraków 2017 ISBN 978-83-8104-335-9[8]
- Kaligrafia. Wydawnictwo Znak, Kraków 2017 ISBN 978-83-240-3992-0[24]
- Wielka iluminacja, czyli jak powstawały średniowieczne księgi, Newsweek Historia, nr 9/2014[11]